# Middlesbrough
Middlesbrough là thành phố ở Đông Bắc Anh, kể từ năm 1996 là trung tâm hành chính của Middlesbrough unitary authority. Middlesbrough toạ lạc bên sông Tees ở khu vực đã là khu vực hành chính phía Bắc Yorkshire. Đầu thế kỷ 19, thị trấn Darlington đã được thành lập gần địa điểm Middlesbrough như là một giao lộ đường sắt để vận chuyển than đá từ Nam Durham, và tuyến đường sắt công cộng đầu tiên của thế giới đã được xây giữa Darlington và Stockton gần đấy vào năm 1825. Middlesbrough hiện đại đã được quy hoạch kỹ lưỡng và trung tâm ban đầu được giữ nguyên như một di tích của sự phát triển đô thị Vương quốc Anh. Middlesbrough đã mở rộng nhanh chóng để trở thành trung tâm sắt, và sau này là quận thép của Teesside sau khi lò cao đầu tiên hoàn thành ở Middlesbrough năm 1851. Ngành đóng tàu cũng đã trở thành một ngành công nghiệp quan trọng của Middlesbrough, và các ngành khác như: gạch, xi măng được du nhập vào thành phố thập niên 1930.